# Championnat du monde de Supersport 2005
Le Championnat du monde de Supersport 2005 est la 7e édition du Championnat du monde de Supersport.

La saison a débuté le 26 février et s'est terminée le 9 octobre après 12 manches.
Sébastien Charpentier a remporté le titre pilote ainsi que six Grands Prix et Honda le titre constructeur.

## Système de points
| Position | 1  | 2  | 3  | 4  | 5  | 6  | 7 | 8 | 9 | 10 | 11 | 12 | 13 | 14 | 15 |
| Points   | 25 | 20 | 16 | 13 | 11 | 10 | 9 | 8 | 7 | 6  | 5  | 4  | 3  | 2  | 1  |

## Calendrier
| Num | Date         | Pays        | Circuit              | Vainqueur             |
| --- | ------------ | ----------- | -------------------- | --------------------- |
| 1   | 26 février   | Qatar       | Losail               | Katsuaki Fujiwara     |
| 2   | 3 mars       | Australie   | Phillip Island       | Sébastien Charpentier |
| 3   | 24 avril     | Espagne     | Valencia             | Sébastien Charpentier |
| 4   | 8 mai        | Italie      | Monza                | Katsuaki Fujiwara     |
| 5   | 29 mai       | Europe      | Silverstone          | Sébastien Charpentier |
| 6   | 26 juin      | Saint-Marin | Misano               | Sébastien Charpentier |
| 7   | 17 juillet   | Tchéquie    | Brno                 | Sébastien Charpentier |
| 8   | 7 août       | Royaume-Uni | Brands Hatch         | Sébastien Charpentier |
| 9   | 4 septembre  | NED         | Assen                | Fabien Foret          |
| 10  | 11 septembre | Allemagne   | EuroSpeedway Lausitz | Kevin Curtain         |
| 11  | 2 octobre    | Italie      | Imola                | Gianluca Nannelli     |
| 12  | 9 octobre    | FRA         | Magny-Cours          | Broc Parkes           |

## Classements

### Pilotes
| Pos | Pilote                   | Constructeur    | Équipes                     | Pts |
| --- | ------------------------ | --------------- | --------------------------- | --- |
| 1   | Sébastien Charpentier    | Honda CBR600RR  | Winston Ten Kate Honda      | 210 |
| 2   | Kevin Curtain            | Yamaha YZF-R6   | Yamaha Motor Germany        | 187 |
| 3   | Katsuaki Fujiwara        | Honda CBR600RR  | Winston Ten Kate Honda      | 149 |
| 4   | Fabien Foret             | Honda CBR600RR  | Team Megabike               | 144 |
| 5   | Michel Fabrizio          | Honda CBR600RR  | Italia Megabike             | 138 |
| 6   | Broc Parkes              | Yamaha YZF-R6   | Yamaha Motor Germany        | 125 |
| 7   | Stéphane Chambon         | Honda CBR600RR  | Gil Motorsport              | 94  |
| 8   | Gianluca Nannelli        | Ducati 749R     | Ducati SC Caracchi          | 88  |
| 9   | Javier Fores             | Suzuki GSX-R600 | Alstare Suzuki Corona Extra | 71  |
| 10  | Tatu Lauslehto           | Honda CBR600RR  | Klaffi Honda                | 60  |
| 11  | Johan Stigefelt          | Honda CBR600RR  | Stiggy Motorsports          | 58  |
| 12  | Alessio Corradi          | Ducati 749R     | Ducati Selmat               | 50  |
| 13  | Robbin Harms             | Honda CBR600RR  | Stiggy Motorsports          | 34  |
| 14  | Barry Veneman            | Suzuki GSX-R600 | Suzuki Nederland            | 33  |
| 15  | Matthieu Lagrive         | Suzuki GSX-R600 | Moto 1 - Suzuki             | 26  |
| 16  | Alessandro Antonello     | Kawasaki ZX-6RR | Kawasaki Bertocchi          | 18  |
|     | Craig Jones              | Honda CBR600RR  | Winston Ten Kate Honda      | 18  |
| 18  | Werner Daemen            | Honda CBR600RR  | Van Zon Honda               | 17  |
|     | Arie Vos                 | Yamaha YZF-R6   | Yamaha Racing Support       | 17  |
| 20  | Sébastien Le Grelle      | Honda CBR600RR  | Le Grelle Dholda in Action  | 15  |
| 21  | Tomas Miksovsky          | Honda CBR600RR  | Intermoto Czech Republic    | 12  |
| 22  | Jurgen van den Goorbergh | Ducati 749R     | Ducati Selmat               | 11  |
| 23  | Ivan Goi                 | Yamaha YZF-R6   | Bike Service                | 10  |
|     | Cristiano Migliorati     | Kawasaki ZX-6RR | Lightspeed Kawasaki         | 10  |
|     | Simone Sanna             | Honda CBR600RR  | Improve Racing              | 10  |
| 26  | Camillo Mariottini       | Honda CBR600RR  | Start Team                  | 9   |
| 27  | Christophe Cogan         | Suzuki GSX-R600 | Moto 1 - Suzuki             | 6   |
|     | Cal Crutchlow            | Honda CBR600RR  | Northpoint Ekerold Honda    | 6   |
|     | Jarno Janssen            | Suzuki GSX-R600 | Suzuki Nederland            | 6   |
|     | Tom Tunstall             | Honda CBR600RR  | Hardinge Bridgeport         | 6   |
| 31  | Andrea Berta             | Ducati 749R     | Ducati Selmat               | 5   |
|     | Pawel Szkopek            | Honda CBR600RR  | Intermoto Czech Republic    | 5   |
|     | Arne Tode                | Honda CBR600RR  | Van Zon Honda               | 5   |
| 34  | Kai Borre Andersen       | Kawasaki ZX-6RR | Kawasaki DocShop Racing     | 4   |
|     | Julien Enjolras          | Yamaha YZF-R6   | Tati Team Beaujolais Racing | 4   |
|     | David Garcia             | Kawasaki ZX-6RR | Lightspeed Kawasaki         | 4   |
| 37  | Matteo Baiocco           | Kawasaki ZX-6RR | Lightspeed Kawasaki         | 3   |
|     | Julien Da Costa          | Kawasaki ZX-6RR | Lightspeed Kawasaki         | 3   |
|     | Sami Penna               | Honda CBR600RR  | Ajo Promotion               | 3   |
| 40  | Arturo Tizon             | Yamaha YZF-R6   | Promoracing                 | 2   |
| 41  | Niccolò Canepa           | Kawasaki ZX-6RR | Lightspeed Kawasaki         | 1   |
|     | Vesa Kallio              | Yamaha YZF-R6   | Yamaha Racing Support       | 1   |

### Constructeurs
| Pos | Constructeur | Pts |
| --- | ------------ | --- |
| 1   | Honda        | 270 |
| 2   | Yamaha       | 192 |
| 3   | Ducati       | 117 |
| 4   | Suzuki       | 90  |
| 5   | Kawasaki     | 35  |